# Black Condor
Black Condor est un nom porté par trois super-héros, tous personnages de l'Univers DC.

## Richard Grey Jr
Pour les articles homonymes, voir Richard Grey et Grey.
Le premier Black Condor a été créé en 1940 par le scénariste Will Eisner et le dessinateur Lou Fine dans Crack Comics (en), dont il fut le personnage le plus populaire avec Captain Triumph (en) jusqu'à son retrait fin 1943. Dans cette version, Black Condor est le surnom de Richard Grey Jr., homme élevé en Mongolie par des condors après la mort de ses parents archéologues, puis par un ermite du nom de Pierre, et qui prend le nom de Thomas Wright à son arrivée aux États-Unis, après avoir échoué à empêcher l'assassinat d'un sénateur du même nom. Il peut voler et parler aux oiseaux. Le personnage de Richard Grey est repris dans plusieurs titres de DC Comics à partir de 1976, bien que l'origine de ses super-pouvoirs soit modifiée : c'est un mutant, explication qui paraît alors moins ridicule qu'être élevé par des condors dans un pays où ceux-ci n'existent pas.

## Ryan Kendall
En 1992, DC lance un deuxième Black Condor dans le comic book du même nom dessiné par Rags Morales (en) et écrit par Brian Augustyn. Le Condor est alors l'alias de Ryan Kendall, petit-fils d'un scientifique qui avait toute sa vie durant cherché à créer des hommes volants. Ses super-pouvoirs sont le vol et la télékinésie. Ce personnage est tué dans Infinite Crisis no 1, en 2005.

## John Tujillo
En 2006, un troisième Black Condor, John Trujillo, apparaît dans Uncle Sam and the Freedom Fighters (en) no 3 dessinée par Daniel Acuña et écrit par Jimmy Palmiotti et Justin Gray. C'est alors un Latino-Américain élevé dans le désert d'Arizona qui a reçu le pouvoir du vol de la déesse maya Tocotl. Doté du pouvoir du vol, il peut contrôler le vent.